# Eva-Johanna Hajak
Eva-Johanna Hajak (Pseudonym: Esther Reimeva; * 9. November 1925 in Breslau) ist eine deutsche Schriftstellerin.

## Leben
Eva-Johanna Hajak lebt in Faßberg im Landkreis Celle. Sie ist Verfasserin 
von christlich geprägten Romanen und Erzählungen für Kinder.

## Werke
- Wir Gotteskinder, Kaldenkirchen 1959 (zusammen mit Christa-Maria Ohles)
- Geschichten für unsere Kleinen, Hannover 1961 (mit Christa-Maria Ohles)
- Wir bleiben treu, Limburg 1961 (mit Christa-Maria Ohles)
- Goldlöckchens Reise, Wuppertal 1962
- Mein kunterbuntes Märchenbuch, Wuppertal 1962
- Klein-Eva, Wuppertal 1963
- Goldlöckchen wandert in die weite Welt, Wuppertal 1964
- Die lustigen Zwei, Wuppertal 1964
- Susi, unser Sonnenschein, Hannover 1966
- Das kleine Tierparadies, Stuttgart 1968
- Unsere kleinen Freunde, Hannover [u. a.] 1968 (mit Christa-Maria Ohles)
- Seppl, das Schulpferdchen und andere lustige Geschichten, Hannover 1970 (unter dem Pseudonym Esther Reimeva)
- Florian, das Eselchen, Hannover 1971 (unter dem Pseudonym Esther Reimeva)
- Wir bleiben auf der Spur, Stuttgart 1972 (mit Christa-Maria Ohles)
- Alle meine Puppenkinder, Hannover 1973 (unter dem Pseudonym Esther Reimeva)
- Stiefelchens Sieg, Lahr-Dinglingen (Baden) 1974
- Stöpsel, du bist eine Wucht, Stuttgart 1974
- Drei Mädchen um Markus, Lahr-Dinglingen 1976 (mit Christa-Maria Ohles)
- Die Neue, Lahr-Dinglingen 1976
- Was ist los mit Stefan?, Wuppertal 1976
- Bei Krummhorns geht's drunter und drüber, Wuppertal 1977
- Kinder Israels, Neuhausen (Stuttgart) 1977 (mit Christa-Maria Ohles)
- Die stillen Brückenbauer, Lahr-Dinglingen (Baden) 1977 (mit Christa-Maria Ohles)
- Ein Tag im April, Lahr-Dinglingen 1977
- Das wiedergefundene Glück, Lahr-Dinglingen 1977
- Belauschtes Leben, Lahr-Dinglingen 1978 (mit Christa-Maria Ohles)
- Tim mit der Lederhose und andere Erzählungen, Wuppertal 1978
- Bei uns geht's rund, Lahr-Dinglingen 1979 (mit Christa-Maria Ohles)
- Ein blankes Fünfmarkstück, Lahr-Dinglingen 1979
- Geborgene Zuversicht, Moers 1980
- Wenn Gott die Segel setzt, Lahr-Dinglingen 1981
- Bongo, wo bist du?, Stuttgart 1983
- Nächstenliebe inbegriffen, Neuhausen-Stuttgart 1984 (mit Christa-Maria Ohles)
- Die zwei mit dem T, Stuttgart 1984
- Die Freude liegt bereit, Lahr-Dinglingen 1985 (mit Christa-Maria Ohles)
- Amei bringt das schon in Ordnung, Wuppertal 1986
- Till und der verschwundene Papa, Stuttgart 1987 (mit Christa-Maria Ohles)
- Als Familie durch dick und dünn, Bad Liebenzell 1989 (mit Christa-Maria Ohles)
- Dem Weihnachtslicht entgegen, Lahr-Dinglingen 1991
- Wer zieht schon an Silvester um, Mainz 1992

| Personendaten    | Personendaten               |
| ---------------- | --------------------------- |
| NAME             | Hajak, Eva-Johanna          |
| ALTERNATIVNAMEN  | Reimeva, Esther (Pseudonym) |
| KURZBESCHREIBUNG | deutsche Schriftstellerin   |
| GEBURTSDATUM     | 9. November 1925            |
| GEBURTSORT       | Breslau                     |